# Tainia
Tainia là một chi thực vật có hoa trong họ Lan.